# Tibouchina dimorphophylla
Tibouchina dimorphophylla är en tvåhjärtbladig växtart som beskrevs av Henry Allan Gleason. Tibouchina dimorphophylla ingår i släktet Tibouchina och familjen Melastomataceae. Inga underarter finns listade i Catalogue of Life.